# Dražice (Adelsgeschlecht)

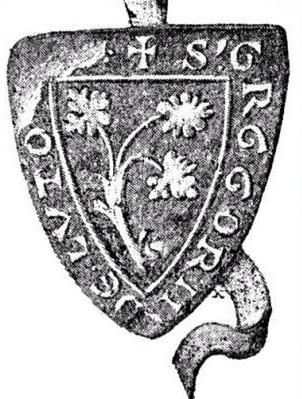
Wappen (Siegel)

Die Herren von Dražice (auch: von Draschitz; tschechisch: páni z Dražic) gehörten einer mittelböhmischen Familie des niederen Adels an, die sich nach der Burg Dražice benannte. Als Wappen benutzten sie einen goldenen Ast einer Weinrebe mit drei Blättern auf blauem Untergrund.
Zahlreiche Mitglieder der Familie von Dražice standen im Dienst der böhmischen Könige und der Kirche:
- Budivoj von Litowitz (auch: Budislav von Litowitz). Er war seit 1264 Domherr von Prag und nannte sich von Litowitz (z Litovic), nach der gleichnamigen Burg in Unhošť. 1276 wurde er Propst des Kapitelstifts von Mělník. 1296–1298 war er Dechant des Prager Domkapitels. Obwohl er priesterliche Weihen empfangen hatte, war er verheiratet und hatte vier Söhne. Drei von ihnen wählten den geistlichen Stand. Namentlich bekannt sind:
  - Gregor von Dražice (Řehník), war Hofbeamter Ottokar II. Přemysl und Unterkämmerer der Königin. Er errichtete die Burg Dražice.
  - Abel von Dražice und Trojan von Dražice. Sie waren Domherren von Prag und Kanoniker von St. Georg auf der Prager Burg.
- Johann IV. von Dražice, Sohn des Gregor, war 1301 bis 1343 Bischof von Prag. Er begründete 1333 das Augustiner-Chorherrenstift Raudnitz.
- Johann von Dražice, Besitzer der Herrschaft Dražice und Neffe des Prager Bischofs, verlegte um 1340 die Stadt Benátky auf eine Anhöhe auf der gegenüberliegenden Seite des Flusses. Zum Gedenken an seinen Onkel gründete er dort ein Kloster der Kreuzherren mit dem Roten Stern.
- Johann von Dražice, Sohn des Vorstehenden. Er war Kantor der Altbunzlauer Kirche. Nach dem Tod seines Bruders Beneš verließ er das kirchliche Amt und verwaltete das Familienvermögen. 1383 wurde er zum höchsten Landschreiber ernannt. Mit ihm starb das Geschlecht der Herren von Dražice aus. Johanns Besitz ging an seinen Schwiegersohn Beneš von Choustník.
- Die Verwandtschaft mit Johann II. von Dražice, der von 1227 bis 1235 Bischof von Prag war, ist nicht belegt.
- Die Mutter des Prager Bischofs Johann III. war eine geborene von Dražice[1].